# 包 (KOF)
包（パオ 、日本語読み：ほう、Bao）は、SNK（SNKプレイモア）の対戦型格闘ゲーム『ザ・キング・オブ・ファイターズ』シリーズに登場する架空の人物。
担当声優は中野加奈子。『for GIRLS』では堀江瞬。

## キャラクター設定
『ザ・キング・オブ・ファイターズ』（以下『KOF』と表記）の第6作目である『KOF'99』（以下『'99』と表記）から登場する超能力少年。
中国の寒村で200年に一度の凶日に生まれた少年で、母親は彼が生まれた直後に死亡している。しかも「凶日に生まれた子は災いを呼ぶので殺さねばならない」という村の掟のために父親は包を連れて村を出て、ある住職に包を預けた。
『'99』が開催される283日前に住職の知人の鎮元斎に引き取られ、麻宮アテナと椎拳崇に次いで鎮の弟子になる。この時の修行の際、包が拳崇の超能力を吸ってしまい、拳崇は一時期超能力を使えなくなった。そのこともあってか、包は師匠や先輩弟子達と共に『'99』に出場することになる。
『KOF2000』（以下『2000』と表記）は『'99』の拳崇エンディングの続きとなっており、同作のエンディングではゼロの放ったサイコキャノンから仲間を守るために自ら飛び上がりオーラを纏った状態で一撃を喰らうが、ゼロキャノンの強大なエネルギーを吸ってしまい、長い昏睡状態になり命の危険にかかわる。その際に拳崇は包の力を吸収して「龍の気」の片鱗が目覚める切っ掛けを作ってしまっているが、この影響で一命は取り留めた。
『KOF2001』（以下『2001』と表記）では拳崇が「超球弾」を撃てるようになった代わりに、包の「サイコボールアタック」は弱くなってしまった。同作のエンディングでは、包は拳崇の中に眠っている「龍の気」が、自身の超能力を吸収して、本格的に目覚めようとしていると感じている。
『KOF2002』以降の作品では背景カメオやエンディングで姿を見せるのみで出場していない（設定上は「修行不足」が理由）。ただし、『KOF2002』のバージョンアップ版の『KOF2002 UNLIMITED MATCH』（以下『2002UM』と表記）ではアテナや拳崇と「サイコソルジャーチーム」を組んで出場している。
2019年に発表された乙女ゲーム『THE KING OF FIGHTERS for GIRLS』では、リョウ・サカザキ、ロバート・ガルシアと共に「リョウチーム」の一員として登場。
『KOF』シリーズに出場しているキャラクターでは最年少の12歳。

### カプコンとのクロスオーバー
『CAPCOM VS. SNK 2 MILLIONAIRE FIGHTING 2001』では、上海ステージで鎮とともに背景カメオ登場をしている。
『SNK VS. CAPCOM SVC CHAOS』では、ヒューゴーの頭の中から姿を見せる。

## 技の解説

### 通常投げ
幻影頭技（げんえいとうぎ）
相手の上半身にしがみ付き、何度も頭突きで攻撃してその場にダウンさせる。
クリティカルスロウ
相手を持ち上げるが重さに耐え切れずよろけて倒れ込み、その勢いで投げ飛ばす。

### 特殊技
革裂（かわさき）
低い姿勢から前方に拳を振り下ろす。
旋壁蹴（せんへきしゅう）
前方に宙返りしながら弧を描くように蹴り下ろす。
閃翔蹴（せんしょうしゅう）
大きく跳び上がって旋壁蹴のように宙返りし、斜め下に跳び蹴りを繰り出す。
裏滑蹴（りかつしゅう）
身体を後ろに捻りながら地面を踏み付けるような蹴りを繰り出す。
双掌（そうしょう）
空中から下方向へ両手での掌底を繰り出す。
挽蛇（ひきだ）
空中から頭を真下に向けて落下しダイビングヘッドバットを放つ。

### 必殺技
サイコボールアタック フロント
光弾を前方に飛ばす。『2001』では使用しない。
サイコボールアタック バウンド
光弾を地面に撃ち、斜め上に飛ばす。『2001』では使用しない。
サイコボールアタック ライズ
光弾を地面に撃ち、垂直に上昇させる。『2001』では使用しない。
サイコボールアタック リフレクト
アテナの「サイコリフレクター」のような跳ね返し属性を持つ光弾を放つ。『2001』では使用しない。
サイコボールアタック エアフロント
空中で放つ「サイコボールアタック フロント」。『2001』では使用しない。
サイコボールアタック エアバウンド
空中で放つ「サイコボールアタック バウンド」。『2001』では使用しない。
サイコボールアタック
『2001』のみ使用する必殺技。射程が短い、前方へ撃つ光弾。
サイコボールクラッシュ フロント
オーラを纏って前方に突進する。
サイコボールクラッシュ バウンド
オーラを纏ったバウンドする突進。
サイコボールクラッシュ ライズ
オーラを纏った対空体当たり。
サイコボールクラッシュ リフレクト
オーラを纏った体当たりだが、飛び道具を反射することができる。
サイコボールクラッシュ エアフロント
空中で放つ「サイコボールクラッシュ フロント」。
サイコボールクラッシュ エアバウンド
空中で放つ「サイコボールクラッシュ バウンド」。

### 超必殺技など
サイコボールアタック MAX
巨大な「サイコボール」を飛ばす。飛ばした反動で自身も後ろに転げ飛ぶ。
サイコボールクラッシュ SP
その場で全身に球状のオーラを纏ってスパークする。攻撃後にその場でへたれ込むため、ガードされると多大な隙をさらす。
サイコボールアタック DX
ゆっくりした速度の小さな光球を前方に飛ばす。相手が光球に触れると爆発して多段ヒットする。光球がヒットしている間に、様々な攻撃で追撃が可能。
サイコボール・グラヴィティ
『2002UM』のMAX2。設置型飛び道具。相手を引き寄せる効果を持つ。

### ストライカー動作
サイコボールアタック MAX ～Striker MIX～
『'99』と『2000』で使用する。「サイコボールアタック MAX」よりやや小さい大きさの光弾を前方に飛ばす。
サイコボールアタック・ライズ
『2001』で使用する。同名の必殺技とは違い、サイコパワーを地面に叩きつけるだけの技。